# Фасад (шаблон проектирования)
Шаблон фасад (англ. Facade) — структурный шаблон проектирования, позволяющий скрыть сложность системы путём сведения всех возможных внешних вызовов к одному объекту, делегирующему их соответствующим объектам системы.

## Описание

### Проблема
Как обеспечить унифицированный интерфейс с набором разрозненных реализаций или интерфейсов, например, с подсистемой, если нежелательно  сильное связывание с этой подсистемой или реализация подсистемы может измениться?

### Решение
Определить одну точку взаимодействия с подсистемой — фасадный объект, обеспечивающий общий интерфейс с подсистемой, и возложить на него обязанность по взаимодействию с её компонентами. Фасад — это внешний объект, обеспечивающий единственную точку входа для служб подсистемы. Реализация других компонентов подсистемы закрыта и не видна внешним компонентам. Фасадный объект обеспечивает реализацию GRASP паттерна Устойчивый к изменениям (Protected Variations) с точки зрения защиты от изменений в реализации подсистемы.

## Особенности применения
Шаблон применяется для установки некоторого рода политики по отношению к другой группе объектов. Если политика должна быть
яркой и заметной, следует воспользоваться услугами шаблона Фасад. Если же необходимо обеспечить скрытность и аккуратность (прозрачность), более подходящим выбором является шаблон Заместитель (Proxy).

## Примеры

### C++
```
#include
 
<iostream>

#include
 
<string>

#include
 
<memory>

#include
 
<string_view>

/** Абстрактный музыкант - не является обязательной составляющей паттерна, введен для упрощения кода */

class
 
Musician
 
{

    
const
 
char
*
 
name
;

public
:

    
Musician
(
std
::
string_view
 
name
)
 
{

        
this
->
name
 
=
 
name
.
data
();

    
}

    
virtual
 
~
Musician
()
 
=
default
;

protected
:

    
void
 
output
(
std
::
string_view
 
text
)
 
{

        
std
::
cout
 
<<
 
this
->
name
 
<<
 
" "
 
<<
 
text
 
<<
 
"."
 
<<
 
std
::
endl
;

    
}

};

/** Конкретные музыканты */

class
 
Vocalist
:
 
public
 
Musician
 
{

public
:

    
Vocalist
(
std
::
string_view
 
name
)
:
 
Musician
(
name
)
 
{}

    
void
 
singCouplet
(
int
 
coupletNumber
)
 
{

        
std
::
string
 
text
 
=
 
"спел куплет №"
;

        
text
 
+=
 
std
::
to_string
(
coupletNumber
);

        
output
(
text
);

    
}

    
void
 
singChorus
()
 
{

        
output
(
"спел припев"
);

    
}

};

class
 
Guitarist
:
 
public
 
Musician
 
{

public
:

    
Guitarist
(
std
::
string_view
 
name
)
:
 
Musician
(
name
)
 
{}

    
void
 
playCoolOpening
()
 
{

        
output
(
"начинает с крутого вступления"
);

    
}

    
void
 
playCoolRiffs
()
 
{

        
output
(
"играет крутые риффы"
);

    
}

    
void
 
playAnotherCoolRiffs
()
 
{

        
output
(
"играет другие крутые риффы"
);

    
}

    
void
 
playIncrediblyCoolSolo
()
 
{

        
output
(
"выдает невероятно крутое соло"
);

    
}

    
void
 
playFinalAccord
()
 
{

        
output
(
"заканчивает песню мощным аккордом"
);

    
}

};

class
 
Bassist
:
 
public
 
Musician
 
{

public
:

    
Bassist
(
std
::
string_view
 
name
)
:
 
Musician
(
name
)
 
{}

    
void
 
followTheDrums
()
 
{

        
output
(
"следует за барабанами"
);

    
}

    
void
 
changeRhythm
(
std
::
string_view
 
type
)
 
{

        
std
::
string
 
text
 
=
 
(
"перешел на ритм "
);

        
text
 
+=
 
type
;

        
text
 
+=
 
"a"
;

        
output
(
text
);

    
}

    
void
 
stopPlaying
()
 
{

        
output
(
"заканчивает играть"
);

    
}

};

class
 
Drummer
:
 
public
 
Musician
 
{

public
:

    
Drummer
(
std
::
string_view
 
name
)
:
 
Musician
(
name
)
 
{}

    
void
 
startPlaying
()
 
{

        
output
(
"начинает играть"
);

    
}

    
void
 
stopPlaying
()
 
{

        
output
(
"заканчивает играть"
);

    
}

};

/** Фасад, в данном случае - знаменитая рок-группа */

class
 
BlackSabbath
 
{

    
std
::
unique_ptr
<
Vocalist
>
 
vocalist
;

    
std
::
unique_ptr
<
Guitarist
>
 
guitarist
;

    
std
::
unique_ptr
<
Bassist
>
 
bassist
;

    
std
::
unique_ptr
<
Drummer
>
 
drummer
;

public
:

    
BlackSabbath
()
 
{

        
vocalist
 
=
 
std
::
make_unique
<
Vocalist
>
(
"Оззи Осборн"
);

        
guitarist
 
=
 
std
::
make_unique
<
Guitarist
>
(
"Тони Айомми"
);

        
bassist
 
=
 
std
::
make_unique
<
Bassist
>
(
"Гизер Батлер"
);

        
drummer
 
=
 
std
::
make_unique
<
Drummer
>
(
"Билл Уорд"
);

    
}

   
void
 
playCoolSong
()
 
{

        
guitarist
->
playCoolOpening
();

        
drummer
->
startPlaying
();

        
bassist
->
followTheDrums
();

        
guitarist
->
playCoolRiffs
();

        
vocalist
->
singCouplet
(
1
);

        
bassist
->
changeRhythm
(
"припев"
);

        
guitarist
->
playAnotherCoolRiffs
();

        
vocalist
->
singChorus
();

        
bassist
->
changeRhythm
(
"куплет"
);

        
guitarist
->
playCoolRiffs
();

        
vocalist
->
singCouplet
(
2
);

        
bassist
->
changeRhythm
(
"припев"
);

        
guitarist
->
playAnotherCoolRiffs
();

        
vocalist
->
singChorus
();

        
bassist
->
changeRhythm
(
"куплет"
);

        
guitarist
->
playIncrediblyCoolSolo
();

        
guitarist
->
playCoolRiffs
();

        
vocalist
->
singCouplet
(
3
);

        
bassist
->
changeRhythm
(
"припев"
);

        
guitarist
->
playAnotherCoolRiffs
();

        
vocalist
->
singChorus
();

        
bassist
->
changeRhythm
(
"куплет"
);

        
guitarist
->
playCoolRiffs
();

        
bassist
->
stopPlaying
();

        
drummer
->
stopPlaying
();

        
guitarist
->
playFinalAccord
();

    
}

};

int
 
main
()
 
{

    
std
::
cout
 
<<
 
"OUTPUT:"
 
<<
 
std
::
endl
;

    
BlackSabbath
 
band
;

    
band
.
playCoolSong
();

    
return
 
0
;

}

/**

 * OUTPUT:

 * Тони Айомми начинает с крутого вступления.

 * Билл Уорд начинает играть.

 * Гизер Батлер следует за барабанами.

 * Тони Айомми играет крутые риффы.

 * Оззи Осборн спел куплет №1.

 * Гизер Батлер перешел на ритм припевa.

 * Тони Айомми играет другие крутые риффы.

 * Оззи Осборн спел припев.

 * Гизер Батлер перешел на ритм куплетa.

 * Тони Айомми играет крутые риффы.

 * Оззи Осборн спел куплет №2.

 * Гизер Батлер перешел на ритм припевa.

 * Тони Айомми играет другие крутые риффы.

 * Оззи Осборн спел припев.

 * Гизер Батлер перешел на ритм куплетa.

 * Тони Айомми выдает невероятно крутое соло.

 * Тони Айомми играет крутые риффы.

 * Оззи Осборн спел куплет №3.

 * Гизер Батлер перешел на ритм припевa.

 * Тони Айомми играет другие крутые риффы.

 * Оззи Осборн спел припев.

 * Гизер Батлер перешел на ритм куплетa.

 * Тони Айомми играет крутые риффы.

 * Гизер Батлер заканчивает играть.

 * Билл Уорд заканчивает играть.

 * Тони Айомми заканчивает песню мощным аккордом.

 */

```

### JavaScript
```
/* Complex parts */

function
 
SubSystem1
()
 
{

	
this
.
method1
 
=
 
function
()
 
{

		
console
.
log
(
"вызван SubSystem1.method1"
);

	
};

}

function
 
SubSystem2
()
 
{

	
this
.
method2
 
=
 
function
()
 
{

		
console
.
log
(
"вызван SubSystem2.method2"
);

	
};

	
this
.
methodB
 
=
 
function
()
 
{

		
console
.
log
(
"вызван SubSystem2.methodB"
);

	
};

}

/* Facade */

function
 
Facade
()
 
{

	
var
 
s1
 
=
 
new
 
SubSystem1
(),

	    
s2
 
=
 
new
 
SubSystem2
();

	

	
this
.
m1
 
=
 
function
()
 
{

		
console
.
log
(
"вызван Facade.m1"
);

		
s1
.
method1
();

		
s2
.
method2
();

	
};

	
this
.
m2
 
=
 
function
()
 
{

		
console
.
log
(
"вызван Facade.m2"
);

		
s2
.
methodB
();

	
};

}

/* Client */

function
 
test
()
 
{

	
var
 
facade
 
=
 
new
 
Facade
();

	
facade
.
m1
();

	
facade
.
m2
();
       

}

test
();

/*

Выведет:

"вызван Facade.m1"

  "вызван SubSystem1.method1"

  "вызван SubSystem2.method2"

"вызван Facade.m2"

  "вызван SubSystem2.methodB"

*/

```

### CoffeeScript
```
# Загрузчик изображений

class
 
ImageLoader

	
loadImage
 
=
 
(src) ->

		
# ...

	
constructor
 
:
 
(hash = {}) ->

		
@images
 
=
 
{}

		
@images
[
name
]
 
=
 
loadImage
(
src
)
 
for
 
name
,
 
src
 
of
 
hash

# Загрузчик аудио

class
 
SoundLoader

	
loadSound
 
=
 
(src) ->

		
# ...

	
constructor
 
:
 
(hash = {}) ->

		
@sounds
 
=
 
{}

		
@sounds
[
name
]
 
=
 
loadSound
(
src
)
 
for
 
name
,
 
src
 
of
 
hash

# Фасад

class
 
Loader

	
constructor
 
:
 
({images, sounds}) ->

		
@images
 
=
 
new
 
ImageLoader
(
images
).
images

		
@sounds
 
=
 
new
 
SoundLoader
(
sounds
).
sounds

	

	
sound
 
:
 
(name) ->

		
@sounds
[
name
]

	

	
image
 
:
 
(name) ->

		
@images
[
name
]

```

### PHP
```
/**

 * Реализации отдельных частей компьютера.

 * У каждого метода классов имеется какая-то реализация, в данном примере она опущена.

 */

/**

 * Class CPU, отвечает за работу процессора

 */

class
 
CPU

{

    
public
 
function
 
freeze
()
 
{}

    
public
 
function
 
jump
(
$position
)
 
{}

    
public
 
function
 
execute
()
 
{}

}

/**

 * Class Memory, отвечает за работу памяти

 */

class
 
Memory

{

    
const
 
BOOT_ADDRESS
 
=
 
0x0005
;

    
public
 
function
 
load
(
$position
,
 
$data
)
 
{}

}

/**

 * Class HardDrive, отвечает за работу жёсткого диска

 */

class
 
HardDrive

{

    
const
 
BOOT_SECTOR
 
=
 
0x001
;

    
const
 
SECTOR_SIZE
 
=
 
64
;

    
public
 
function
 
read
(
$lba
,
 
$size
)
 
{}

}

/**

 * Пример шаблона "Фасад"

 * В качестве унифицированного объекта выступает Компьютер.

 * За этим объектом будут скрыты все детали работы его внутренних частей.

 */

class
 
Computer

{

    
protected
 
$cpu
;

    
protected
 
$memory
;

    
protected
 
$hardDrive
;

    
/**

     * Computer constructor.

     * Инициализируем части

     */

    
public
 
function
 
__construct
()

    
{

        
$this
->
cpu
 
=
 
new
 
CPU
();

        
$this
->
memory
 
=
 
new
 
Memory
();

        
$this
->
hardDrive
 
=
 
new
 
HardDrive
();

    
}

    
/**

     * Упрощённая обработка поведения "запуск компьютера"

     */

    
public
 
function
 
startComputer
()

    
{

        
$cpu
 
=
 
$this
->
cpu
;

        
$memory
 
=
 
$this
->
memory
;

        
$hardDrive
 
=
 
$this
->
hardDrive
;

        
$cpu
->
freeze
();

        
$memory
->
load
(

            
$memory
::
BOOT_ADDRESS
,

            
$hardDrive
->
read
(
$hardDrive
::
BOOT_SECTOR
,
 
$hardDrive
::
SECTOR_SIZE
)

        
);

        
$cpu
->
jump
(
$memory
::
BOOT_ADDRESS
);

        
$cpu
->
execute
();

    
}

}

/**

 * Пользователям компьютера предоставляется Фасад (компьютер),

 * который скрывает все сложность работы с отдельными компонентами.

 */

$computer
 
=
 
new
 
Computer
();

$computer
->
startComputer
();

```

### Python
```
# Сложные части системы

class
 
CPU
(
object
):

    
def
 
__init__
(
self
):

        
# ...

        
pass

    
def
 
freeze
(
self
):

        
# ...

        
pass

    
def
 
jump
(
self
,
 
address
):

        
# ...

        
pass

    
def
 
execute
(
self
):

        
# ...

        
pass

class
 
Memory
(
object
):

    
def
 
__init__
(
self
):

        
# ...

        
pass

    
def
 
load
(
self
,
 
position
,
 
data
):

        
# ...

        
pass

class
 
HardDrive
(
object
):

    
def
 
__init__
(
self
):

        
# ...

        
pass

    
def
 
read
(
self
,
 
lba
,
 
size
):

        
# ...

        
pass

# Фасад

class
 
Computer
(
object
):

    
def
 
__init__
(
self
):

        
self
.
_cpu
 
=
 
CPU
()

        
self
.
_memory
 
=
 
Memory
()

        
self
.
_hardDrive
 
=
 
HardDrive
()

    
def
 
startComputer
(
self
):

        
self
.
_cpu
.
freeze
()

        
self
.
_memory
.
load
(
BOOT_ADDRESS
,
 
self
.
_hardDrive
.
read
(
BOOT_SECTOR
,
 
SECTOR_SIZE
))

        
self
.
_cpu
.
jump
(
BOOT_ADDRESS
)

        
self
.
_cpu
.
execute
()

# Клиентская часть

if
 
__name__
 
==
 
"__main__"
:

    
facade
 
=
 
Computer
()

    
facade
.
startComputer
()

```

### C#
```
using
 
System
;

namespace
 
Library

{

    
/// <summary>

    
/// Класс подсистемы

    
/// </summary>

    
/// <remarks>

    
/// <li>

    
/// <lu>реализует функциональность подсистемы;</lu>

    
/// <lu>выполняет работу, порученную объектом <see cref="Facade"/>;</lu>

    
/// <lu>ничего не "знает" о существовании фасада, то есть не хранит ссылок на него;</lu>

    
/// </li>

    
/// </remarks>

    
internal
 
class
 
SubsystemA

    
{

        
internal
 
string
 
A1
()

        
{

            
return
 
"Subsystem A, Method A1\n"
;

        
}

        
internal
 
string
 
A2
()

        
{

            
return
 
"Subsystem A, Method A2\n"
;

        
}

    
}

    
internal
 
class
 
SubsystemB

    
{

        
internal
 
string
 
B1
()

        
{

            
return
 
"Subsystem B, Method B1\n"
;

        
}

    
}

    
internal
 
class
 
SubsystemC

    
{

        
internal
 
string
 
C1
()

        
{

            
return
 
"Subsystem C, Method C1\n"
;

        
}

    
}

}

/// <summary>

/// Facade - фасад

/// </summary>

/// <remarks>

/// <li>

/// <lu>"знает", каким классами подсистемы адресовать запрос;</lu>

/// <lu>делегирует запросы клиентов подходящим объектам внутри подсистемы;</lu>

/// </li>

/// </remarks>

public
 
class
 
Facade

{

    
Library
.
SubsystemA
 
a
 
=
 
new
 
Library
.
SubsystemA
();

    
Library
.
SubsystemB
 
b
 
=
 
new
 
Library
.
SubsystemB
();

    
Library
.
SubsystemC
 
c
 
=
 
new
 
Library
.
SubsystemC
();

    
public
 
void
 
Operation1
()

    
{

        
Console
.
WriteLine
(
"Operation 1\n"
 
+

        
a
.
A1
()
 
+

        
a
.
A2
()
 
+

        
b
.
B1
());

    
}

    
public
 
void
 
Operation2
()

    
{

        
Console
.
WriteLine
(
"Operation 2\n"
 
+

        
b
.
B1
()
 
+

        
c
.
C1
());

    
}

}

class
 
Program

{

    
static
 
void
 
Main
(
string
[]
 
args
)

    
{

        
Facade
 
facade
 
=
 
new
 
Facade
();

        
facade
.
Operation1
();

        
facade
.
Operation2
();

        
// Wait for user

        
Console
.
Read
();

    
}

}

```

### Ruby
```
module
 
Library

    
# <summary>

    
# Класс подсистемы

    
# </summary>

    
# <remarks>

    
# <li>

    
# <lu>реализует функциональность подсистемы;</lu>

    
# <lu>выполняет работу, порученную объектом <see cref="Facade"/>;</lu>

    
# <lu>ничего не "знает" о существовании фасада, то есть не хранит ссылок на него;</lu>

    
# </li>

    
# </remarks>

    
class
 
SubsystemA

        
def
 
a1
;
  
"Subsystem A, Method a1
\n
"
;
  
end

        
def
 
a2
;
  
"Subsystem A, Method a2
\n
"
;
  
end

    
end

    
class
 
SubsystemB

        
def
 
b1
;
  
"Subsystem B, Method b1
\n
"
;
 
end

    
end

    
class
 
SubsystemC

        
def
 
c1
;
  
"Subsystem C, Method c1
\n
"
;
 
end

    
end

end

# <summary>

# Facade - фасад

# </summary>

# <remarks>

# <li>

# <lu>"знает", каким классами подсистемы адресовать запрос;</lu>

# <lu>делегирует запросы клиентам подходящим объектам внутри подсистемы;</lu>

# </li>

# </remarks>

class
 
Facade

    
def
 
initialize

        
@a
 
=
 
Library
::
SubsystemA
.
new
;

        
@b
 
=
 
Library
::
SubsystemB
.
new
;

        
@c
 
=
 
Library
::
SubsystemC
.
new
;

    
end

    
def
 
operation1

        
puts
 
"Operation 1
\n
"
 
+

        
@a
.
a1
 
+

        
@a
.
a2
 
+

        
@b
.
b1

    
end

    
def
 
operation2

        
puts
 
"Operation 2
\n
"
 
+

        
@b
.
b1
()
 
+

        
@c
.
c1
()

    
end

end

facade
 
=
 
Facade
.
new

facade
.
operation1

facade
.
operation2

# Wait for user

gets

```

### VB.NET
```
Namespace
 
Library

    
'Класс подсистемы

    
'  . реализует функциональность подсистемы

    
'  . выполняет работу, порученную объектом Facade

    
'  . ничего не "знает" о существовании фасада, то есть не хранит ссылок на него

    
Friend
 
Class
 
SubsystemA

        
Friend
 
Function
 
A1
()
 
As
 
String

            
Return
 
"Subsystem A, Method A1"
 
&
 
vbCrLf

        
End
 
Function

        
Friend
 
Function
 
A2
()
 
As
 
String

            
Return
 
"Subsystem A, Method A2"
 
&
 
vbCrLf

        
End
 
Function

    
End
 
Class

    
Friend
 
Class
 
SubsystemB

        
Friend
 
Function
 
B1
()
 
As
 
String

            
Return
 
"Subsystem B, Method B1"
 
&
 
vbCrLf

        
End
 
Function

    
End
 
Class

    
Friend
 
Class
 
SubsystemC

        
Friend
 
Function
 
C1
()
 
As
 
String

            
Return
 
"Subsystem C, Method C1"
 
&
 
vbCrLf

        
End
 
Function

    
End
 
Class

End
 
Namespace

'Facade - фасад

'  . "знает", каким классами подсистемы адресовать запрос

'  . делегирует запросы клиентов подходящим объектам внутри подсистемы

Public
 
NotInheritable
 
Class
 
Facade

    
Private
 
Sub
 
New
()

    
End
 
Sub

    
Shared
 
a
 
As
 
New
 
Library
.
SubsystemA
()

    
Shared
 
b
 
As
 
New
 
Library
.
SubsystemB
()

    
Shared
 
c
 
As
 
New
 
Library
.
SubsystemC
()

    
Public
 
Shared
 
Sub
 
Operation1
()

        
Console
.
WriteLine
(
"Operation 1"
 
&
 
vbCrLf
 
&
 
a
.
A1
()
 
&
 
a
.
A2
()
 
&
 
b
.
B1
())

    
End
 
Sub

    
Public
 
Shared
 
Sub
 
Operation2
()

        
Console
.
WriteLine
(
"Operation 2"
 
&
 
vbCrLf
 
&
 
b
.
B1
()
 
&
 
c
.
C1
())

    
End
 
Sub

End
 
Class

Class
 
Program

    
Shared
 
Sub
 
Main
()

        
Facade
.
Operation1
()

        
Facade
.
Operation2
()

        
'Ожидаем действия пользователя

        
Console
.
Read
()

    
End
 
Sub

End
 
Class

```

### Delphi
```
program
 
FacadePattern
;

{$APPTYPE CONSOLE}

uses

  
SysUtils
;

type

  
TComputer
 
=
 
class

  
public

    
procedure
 
PlugIn
;

    
procedure
 
PowerMonitor
;

    
procedure
 
Power
;

  
end
;

  
procedure
 
TComputer
.
PlugIn
;

  
begin

    
WriteLn
(
'Included in the network'
)
;

  
end
;

  
procedure
 
TComputer
.
PowerMonitor
;

  
begin

    
WriteLn
(
'Turn on the monitor'
)
;

  
end
;

  
procedure
 
TComputer
.
Power
;

  
begin

    
WriteLn
(
'Turn the system unit'
)
;

  
end
;

type

  
TNotebook
 
=
 
class

    
procedure
 
Power
;

  
end
;

  
procedure
 
TNotebook
.
Power
;

  
begin

    
WriteLn
(
'Press the power button'
)
;

  
end
;

type

  
TKettle
 
=
 
class

    
procedure
 
PlugIn
;

    
procedure
 
Power
;

  
end
;

  
procedure
 
TKettle
.
Power
;

  
begin

    
WriteLn
(
'Press the power button'
)
;

  
end
;

  
procedure
 
TKettle
.
PlugIn
;

  
begin

    
WriteLn
(
'Included in the network'
)
;

  
end
;

type

  
TFacade
 
=
 
class

  
public

    
procedure
 
PowerOn
(
aDevice
:
 
TObject
)
;

  
end
;

  
procedure
 
TFacade
.
PowerOn
(
aDevice
:
 
TObject
)
;

  
begin

    
if
 
aDevice
 
is
 
TComputer
 
then

      
with
 
TComputer
(
aDevice
)
 
do

      
begin

        
PlugIn
;

        
PowerMonitor
;

        
Power
;

      
end
;

    
if
 
aDevice
 
is
 
TNotebook
 
then

      
with
 
TNotebook
(
aDevice
)
 
do

        
Power
;

    
if
 
aDevice
 
is
 
TKettle
 
then

      
with
 
TKettle
(
aDevice
)
 
do

      
begin

        
PlugIn
;

        
Power
;

      
end
;

    
WriteLn

  
end
;

begin

  
with
 
TFacade
.
Create
 
do

  
try

    
PowerOn
(
TComputer
.
Create
)
;

    
PowerOn
(
TNotebook
.
Create
)
;

    
PowerOn
(
TKettle
.
Create
)
;

  
finally

    
Free
;

  
end
;

  
ReadLn
;

end
.

```

### Java
```
/* Complex parts */

class
 
CPU
 
{

    
public
 
void
 
freeze
()
 
{

        
System
.
out
.
println
(
"freeze"
);

    
}

    
public
 
void
 
jump
(
long
 
position
)
 
{

        
System
.
out
.
println
(
"jump position = "
 
+
 
position
);

    
}

    
public
 
void
 
execute
()
 
{

        
System
.
out
.
println
(
"execute"
);

    
}

}

class
 
Memory
 
{

    
public
 
void
 
load
(
long
 
position
,
 
byte
[]
 
data
)
 
{

        
System
.
out
.
println
(
"load position = "
 
+
 
position
 
+
 
", data = "
 
+
 
data
);

    
}

}

class
 
HardDrive
 
{

    
public
 
byte
[]
 
read
(
long
 
lba
,
 
int
 
size
)
 
{

        
System
.
out
.
println
(
"read lba = "
 
+
 
lba
 
+
 
", size = "
 
+
 
size
);

        
return
 
new
 
byte
[
size
]
;

    
}

}

/* Facade */

class
 
Computer
 
{

    
private
 
final
 
static
 
long
 
BOOT_ADDRESS
 
=
 
1L
;

    
private
 
final
 
static
 
long
 
BOOT_SECTOR
 
=
 
2L
;

    
private
 
final
 
static
 
int
 
SECTOR_SIZE
 
=
 
3
;

    
private
 
CPU
 
cpu
;

    
private
 
Memory
 
memory
;

    
private
 
HardDrive
 
hardDrive
;

    
public
 
Computer
()
 
{

        
this
.
cpu
 
=
 
new
 
CPU
();

        
this
.
memory
 
=
 
new
 
Memory
();

        
this
.
hardDrive
 
=
 
new
 
HardDrive
();

    
}

    
public
 
void
 
startComputer
()
 
{

        
cpu
.
freeze
();

        
memory
.
load
(
BOOT_ADDRESS
,
 
hardDrive
.
read
(
BOOT_SECTOR
,
 
SECTOR_SIZE
));

        
cpu
.
jump
(
BOOT_ADDRESS
);

        
cpu
.
execute
();

    
}

}

/* Client */

class
 
Application
 
{

    
public
 
static
 
void
 
main
(
String
[]
 
args
)
 
{

        
Computer
 
computer
 
=
 
new
 
Computer
();

	    
computer
.
startComputer
();

    
}

}

```

### Haxe
```
/**

 * Реализации отдельных частей компьютера.

 * У каждого метода классов имеется какая-то реализация, в данном примере она опущена.

 */

/**

 * Class CPU, отвечает за работу процессора

 */

class
 
CPU
 
{

    
public
 
function
 
new
()
 
{

        

    
}

    
public
 
function
 
freeze
():
Void
 
{

        
//...

    
}

    

    
public
 
function
 
jump
(
position
:
Int
):
Void
 
{

        
//...

    
}

    

    
public
 
function
 
execute
():
Void
 
{
 

        
//...

    
}

}

/**

 * Class Memory, отвечает за работу памяти

 */

class
 
Memory
 
{

    
public
 
static
 
inline
 
var
 
BOOT_ADDRESS
:
Int
 
=
 
0x0005
;

    
public
 
function
 
new
()
 
{

        

    
}

    

    
public
 
function
 
load
(
position
:
Int
,
 
data
:
haxe
.
io
.
Bytes
):
Void
 
{

        
//...

    
}

}

/**

 * Class HardDrive, отвечает за работу жёсткого диска

 */

class
 
HardDrive
 
{

    
public
 
static
 
inline
 
var
 
BOOT_SECTOR
:
Int
 
=
 
0x001
;

    
public
 
static
 
inline
 
var
 
SECTOR_SIZE
:
Int
 
=
 
64
;

    
public
 
function
 
new
()
 
{

        

    
}

    
public
 
function
 
read
(
lba
:
Int
,
 
size
:
Int
):
haxe
.
io
.
Bytes
 
{

        
//...

        
return
 
null
;

    
}

}

/**

 * Пример шаблона "Фасад"

 * В качестве унифицированного объекта выступает Компьютер.

 * За этим объектом будут скрыты, все детали работы его внутренних частей.

 */

class
 
Computer
 
{

    
private
 
var
 
cpu
:
CPU
;

    
private
 
var
 
memory
:
Memory
;

    
private
 
var
 
hardDrive
:
HardDrive
;

    
/**

     * Computer constructor.

     * Инициализируем части

     */

    
public
 
function
 
new
()
 
{

        
this
.
cpu
 
=
 
new
 
CPU
();

        
this
.
memory
 
=
 
new
 
Memory
();

        
this
.
hardDrive
 
=
 
new
 
HardDrive
();

    
}

    
/**

     * Упрощённая обработка поведения "запуск компьютера"

     */

    
public
 
function
 
startComputer
():
Void
 
{

        
cpu
.
freeze
();

        
memory
.
load
(

            
Memory
.
BOOT_ADDRESS
,
 

            
hardDrive
.
read
(
HardDrive
.
BOOT_SECTOR
,
 
HardDrive
.
SECTOR_SIZE
)

        
);

        
cpu
.
jump
(
Memory
.
BOOT_ADDRESS
);

        
cpu
.
execute
();

    
}

}

/**

 * Пользователям компьютера предоставляется Фасад (компьютер),

 * который скрывает все сложность работы с отдельными компонентами.

 */

class
 
Application
 
{

    
public
 
static
 
function
 
main
():
Void
 
{

        
var
 
computer
:
Computer
 
=
 
new
 
Computer
();

	    
computer
.
startComputer
();

    
}

}

```

### Swift
```
// Logic

class
 
CPU
 
{

    
    
public
 
func
 
freeze
()
 
->
 
String
 
{

        
return
 
"Freezing processor."

    
}

    
    
public
 
func
 
jump
(
position
:
 
String
)
 
->
 
String
 
{

        
return
 
"Jumping to: 
\(
position
)
"

    
}

    
    
public
 
func
 
execute
()
 
->
 
String
 
{

        
return
 
"Executing."

    
}

    

}

class
 
Memory
 
{

    
    
public
 
func
 
load
(
position
:
 
String
,
 
data
:
 
String
)
 
->
 
String
 
{

        
return
 
"Loading from 
\(
position
)
 data: 
\(
data
)
"

    
}

    

}

class
 
HardDrive
 
{

    
    
public
 
func
 
read
(
lba
:
 
String
,
 
size
:
 
String
)
 
->
 
String
 
{

        
return
 
"Some data from sector 
\(
lba
)
 with size 
\(
size
)
"

    
}

    

}

//Facade

class
 
ComputerFacade
 
{

    
    
private
 
let
 
cpu
 
=
 
CPU
()

    
private
 
let
 
memory
 
=
 
Memory
()

    
private
 
let
 
hardDrive
 
=
 
HardDrive
()

    
    
    
public
 
func
 
start
()
 
{

        
cpu
.
freeze
()

        
let
 
ssd
 
=
 
hardDrive
.
read
(
lba
:
 
"100"
,
 
size
:
 
"1024"
)

        
memory
.
load
(
position
:
 
"0x00"
,
 
data
:
 
ssd
)

        
cpu
.
jump
(
position
:
 
"0x00"
)

        
cpu
.
execute
()

    
}

    

}

// Client

let
 
pc
 
=
 
ComputerFacade
()

pc
.
start
()

```